# 이시마루 지로
이시마루 지로(일본어: 石丸 次郎, 1962년~)는 일본 오사카 출신의 비디오 언론인이다. 아시아프레스・인터내셔널 오사카사무소의 대표이자、아시아프레스의 북한취재팀장이다. 북중국경의 영상을 촬영하며 다수의 탈북자를 취재하고 있다.

## 약력
도시샤대학문학부 졸업 후, 서울 연세대학교 등에서 2년 6개월 유학. 재일조선인 문제, 한국의 학생운동, 일제시대의 조선인 권투선수 등을 취재한 후 1993년, 북중국경 1,400km를 답파했다. 북한 내부 3회, 북중국경지역 90여 회 취재. 현재까지 900여 명의 북한주민을 취재했다. 한반도를 전문 분야로 하고 있고, 북한 현장 취재의 전문가로서 잘 알려져 있다.
비디오 취재로 '북한 난민의 증언(北朝鮮難民の証言)'（NHK『ETV特集), '북한에서 온 소녀(北から来た少女)' (NHK・ETV特集), '북한인 저널리스트, 리준 특집(北朝鮮ジャーナリスト、リ・ジュン特集)' (日本テレビ), '북한으로 돌아간 준(北朝鮮に帰ったジュナ)'(NHK『ハイビジョン特集) 등이 있다. 그 외 KBS 9시 뉴스, KBS파노라마, MBC뉴스데스크, 영국 채널4, 독일ARD, 미국 PBS프론트라인 등에 북한 현지 르포를 전하고 있다.
한국언론진흥재단에서 발행하는 '신문과 방송' 4월호와 2014년 2월 14일자 경향신문 기사 '평양 사정 좋아져? 북한 당국 연출과 시장경제 발전의 혼합물'에서 이시마루 지로의 활동상이 소개 돼 있다. 참고 기사
'북한난민 문제에 빛을 전하는 일련의 보도(北朝鮮難民問題に光を当てる一連の報道)'로, 일본에서 제40회 '갤럭시 상' 보도활동부문 우수상을 수상했다.
2008년 북한 내부 기자에 의한 정보지 '북한 내부로부터의 통신, 림진강' 창간. 발행인과 편집장을 맡고 있다. 한국에서 출판되고 있는 '임진강'과는 관계없다. 처음에는 북한 주민 저널리스트의 존재를 의심하는 목소리도 있었지만, 북한 내부에서 촬영 된 영상과 사진이 다수 공개되자 그런 목소리는 없어졌다. 한국과 일본, 미국 등의 전문가 사이에서도 '림진강'은 높은 평가를 받고 있다.

## 저서
- 북한의 사람들『北のサラムたち』（インフォバーン）
- 북한 난민『北朝鮮難民』（講談社現代新書）
- 북한으로부터의 탈북자들『北朝鮮からの脱出者たち』(講談社＋α文庫)

## 공저
- 감춰진 아시아『匿されしアジア』（風媒社）
- 아시아대도만다라『アジア大道曼荼羅』（現代書館）
- 백인의 재일코리안『百人の在日コリアン』（三五館）
- 위험과 마주하는 저널리즘『危機と向き合うジャーナリズム』(早稲田大学出版部)など

## 역서
- 눈물로 그린 조국『涙で描いた祖国』（風媒社）

## 출연
- 정열대륙『情熱大陸』（2013年12月22日、마이니치방송）

## 논문
- CiNii収録論文 国立情報学研究所